# 자기인식이론
자기 인식 이론(SPT, Self-perception theory)은 심리학자 다릴 벰(Daryl Bem)이 개발한 태도 형성에 대한 설명이다. 이것은 사람들이 자신의 행동을 관찰하고 어떤 태도가 그 원인이 되었는지 결론을 내림으로써 사람들이 자신의 태도(경험 부족 등으로 이전의 태도가 없었고 감정적 반응이 모호한 경우)를 개발한다고 주장한다. 태도가 행동을 결정한다는 계획행동이론같은 통념적인 개념 및 이론이 있기 때문에 이 이론은 본질적으로 상충될수있다. 게다가 이 이론은 사람들이 내부인지 및 기분 상태에 접근하지 않고 태도를 유도한다고 제안한다. 그 사람은 다른 사람의 행동을 설명하려는 것과 같은 방식으로 자신의 명백한 행동을 합리적으로 해석하려 한다는 것이다.

## 같이 보기
- 역할수행이론
- 자기주장훈련
- 자의식